# Balconchán
Balconchán (aragónul Val Conchán) település Spanyolországban,  Zaragoza tartományban. Balconchán Daroca, Orcajo, Val de San Martín, Valdehorna, Santed és Used községekkel határos. Lakosainak száma 19 fő (2024).

## Népesség
A település lakosságának változását az alábbi diagram mutatja:
| Lakosok száma | 25   | 18   | 13   | 11   | 14   | 12   | 16   | 16   | 18   | 19   |
|               | 2001 | 2004 | 2007 | 2009 | 2012 | 2014 | 2017 | 2019 | 2022 | 2024 |